# Enrica von Handel-Mazzetti
Enrica von Handel-Mazzetti, née le 10 janvier 1871 à Vienne et morte le 8 avril 1955 à Linz, est une poétesse et écrivain autrichienne. Elle est surtout connue pour ses romans historiques.

## Œuvres
- Nicht umsonst (1891)
- Kleine Opfer (1891)
- Meinrad Helmpergers denkwürdiges Jahr, Stuttgart (1900)
- Jesse und Maria (1906)
- Die arme Margaret (1910)
- Napoleon II. (1912)
- Stephana Schwertner (1912–1914)
- Ritas Briefe (1918)
- Ritas Vermächtnis (1924)
- Das Rosenwunder
- J. C. Günther (1927)
- Frau Maria (1929–1931)
- Die Waxenbergerin (1934)
- Graf Reichard (1939/1940)
- Karl von Aspern (1948)
- Autobiografie